# 鈴木美羽
鈴木 美羽（すずき みう、2000年4月14日 - ）は、日本のファッションモデル、女優、タレント。神奈川県出身。アミューズ所属。

## 略歴
2012年にティーンズ向けファッション雑誌『ニコラ』（新潮社）の「第16回 ニコラモデルオーディション」でグランプリの5人に選ばれ専属モデルになる。
2015年12月22日・23日、スペシャルドラマ『黒崎くんの言いなりになんてならない』（日本テレビ）でテレビドラマ初出演を果たす。
2016年2月27日、映画『黒崎くんの言いなりになんてならない』で映画初出演を果たす。
2016年5月号にて同誌の部長に任命され、2017年3月に、ニコラモデルを卒業した。
2017年10月期土曜ドラマ『先に生まれただけの僕』（日本テレビ）で連続ドラマ初出演。同時期に火9ドラマ『明日の約束』（関西テレビ・フジテレビ）にも主人公の高校時代で出演し、1クールに2作品出演した。同年『Popteen』（角川春樹事務所）12月号から専属モデルとして活動、2020年3月号をもって卒業することが発表された。
2018年7月29日から10月14日までABEMAにて配信された恋愛バラエティ番組『太陽とオオカミくんには騙されない（シーズン4）』に出演し、注目を集める。同年8月8日から18日までX〈Nom de plume〉にて配信されたドラマ『とけないで、サマー』で杉山真宏とダブル主演を務め、ドラマ初主演。
2019年5月6日から24日までスカパー!公式X（旧Twitter）にて配信された『スカパー! 朝のTwitterドラマ「楽屋の張り紙」』でドラマ単独初主演。
2021年2月、公式YouTubeチャンネルを開設した。同年4月2日、『王様のブランチ』（TBS）のリポーター就任。
2024年、スーパー戦隊シリーズ『爆上戦隊ブンブンジャー』（テレビ朝日）でヒロイン・志布戸未来 / ブンピンク役で出演。

## 人物
- 小さいころからモデルにあこがれていて小学5年生の時、姉に勧められて受けたニコラモデルオーディションの二次審査で落ちた。その翌年小学6年生リベンジしたニコラモデルオーディションにグランプリとして専属が決まった。
- ニコラは小1の時から読んでいて、ニコモをスクラップしていた。
- 同じくニコラモデルの久間田琳加と仲が良く同期で同い年なのでみうりんというユニットを組んだ。
- 2014年9月号より、ニコラモデルの大谷凜香、永野芽郁、久間田琳加の3人とユニット「RMRM（ランラン）」を結成した（元々はメイ・ミウのなが☆すず、りんりん・リンカのWリンで別のユニット）。
- 目標にしている人物は小山内花凜と満島ひかり。
- 小学校・中学校・高校は公立に通い、学級委員を10年間していた[15]。
- 特技は書道で、師範の資格取得を目指している[16]。配信ドラマ『きょうも片想い』（WATCHY）では、書道部員役として書道パフォーマンスを披露している。
- 日向坂46の富田鈴花とは高校の同級生で、日向坂46のライブを見に行ったこともある[17]。
- 子供のころはスーパー戦隊シリーズが好きな姉の影響で『魔法戦隊マジレンジャー』を一緒に観ていたという[2]。

## 出演

### テレビドラマ
- 黒崎くんの言いなりになんてならない（2015年12月22日・23日、日本テレビ） - 若林乃亜 役[4]
- 先に生まれただけの僕（2017年10月14日 - 12月16日、日本テレビ） - 河村涼香 役[6]
- 明日の約束（2017年11月7日・21日、関西テレビ・フジテレビ） - 藍沢日向（高校時代） 役[18][19]
- 電影少女 〜VIDEO GIRL AI 2018〜（2018年1月14日 - 4月1日、テレビ東京）[20]
- 結婚相手は抽選で（2018年10月6日、フジテレビ・東海テレビ） - リサ 役[21]
- 特捜9スペシャル「特捜班最後の事件」（2019年4月7日、テレビ朝日） - 小柳法子（高校時代） 役[22]
- シンデレラはオンライン中!（2021年1月12日 - 3月16日、フジテレビ） - 大八木舞 / モカ 役
- PICU 小児集中治療室 第1話（2022年10月10日、フジテレビ） - 三好凛 役[23]
- 夫を社会的に抹殺する5つの方法 Season2（2024年1月10日 - 3月27日、テレビ東京） - 松野みお 役[24]
- 爆上戦隊ブンブンジャー（2024年3月3日 - 2025年2月9日、テレビ朝日） - 志布戸未来 / ブンピンク 役[13]

### 映画
- 黒崎くんの言いなりになんてならない（2016年2月27日、ショウゲート） - 若林乃亜 役[25]
- エリカ38（2019年6月7日、KATSU-do） - 渡部聡子 / エリカ（少女時代） 役[26]
- WALKING MAN（2019年10月11日、エイベックス・ピクチャーズ） - 恵梨菜 役
- ひらいて（2021年10月22日、ショウゲート） - 竹内ミカ 役[27]
- なのに、千輝くんが甘すぎる。（2023年3月3日、松竹） - モモ 役[28]
- ナックルガール（2023年11月2日、Amazon Prime Video） - リングアナ少女 役[29]
- THIS MAN（2024年6月7日、アルバトロス・フィルム） - 小田玲 役[30][31]
- 爆上戦隊ブンブンジャー 劇場BOON! プロミス・ザ・サーキット（2024年7月26日、東映） - 志布戸未来 / ブンピンク 役[32]
- はじまりの日（2024年10月11日） - 男性の娘 役
- スマホを落としただけなのに 〜最終章〜 ファイナル ハッキング ゲーム（2024年11月1日） - 吉沢沙月 役
- 6人ぼっち（2025年5月2日） - 新川琴 役[33]

### 配信ドラマ
- 宇宙を駆けるよだか（2018年8月1日、NETFLIX） - 稲木律 役[34]
- とけないで、サマー（2018年8月8日 - 18日、Twitter〈Nom de plume〉） - 主演・リカ 役[8] ※杉山真宏とダブル主演
- きょうも片想い（2019年3月1日 - 20日、BSフジ・WATCHY） - ぶんちん 役
  - Episode.4 「高校教師の恋」（2019年3月4日）
  - Episode.11 「書道の恋」（2019年3月11日）
  - Episode.17 「流れ星の恋」（2019年3月19日）
- スカパー! 朝のTwitterドラマ「楽屋の張り紙」（2019年5月6日 - 10日、スカパー!公式Twitter） - 主演
- 森本刑事のオジさん監察日記 第8話（2021年2月8日、FOD）
- ブラックシンデレラ（2021年4月22日 - 6月10日、ABEMA） - 吉村ひまり 役[35][36]
  - ブラックシンデレラ -卒業編-（前編：2021年6月10日・後編：6月17日）[37]
- 箱庭のレミング（2021年6月17日、ABEMA） - クラスメイト 役
- 私が獣になった夜〜名前のない関係〜 第5話（2021年12月2日、ABEMA） - 主演・対馬奈枝 役
- クロちゃんずラブ〜やっぱり、愛だしん〜 第4話（2023年3月24日、Paravi） - メイ 役
- 恋する門には愛きたる?（2025年7月18日、POPCORN） - 主演・寺嶋愛華 役

### その他のテレビ番組
- 痛快TV スカッとジャパン（フジテレビ）
  - 第53回 胸キュンスカッと「恋のエイプリルフール」（2016年4月25日） - 永田ゆいな 役
  - 第61回 胸キュンスカッと「恋も剣道も、踏み込んで…」（2016年7月4日） - 大野ちひろ 役
- マル★カツ定食 ニコモ★ファッションチェックコーナー（2016年6月18日 - 、ディズニー・チャンネル）
- ビットワールド ミニコーナー「忍者ダジャ丸」「ダジャスティック5」（2017年4月7日 - 、Eテレ）
- ワイドナショー（2017年4月30日、フジテレビ）
- そんなコト考えた事なかったクイズ!トリニクって何の肉!?（2019年4月9日・5月14日・6月4日、テレビ朝日）
- 笑神様は突然に…（2020年1月1日、日本テレビ）
- MUSIC LIST -OSTって何?（BSフジ）
  - 愛の不時着編（2020年8月29日）
  - 梨泰院クラス編（2020年12月5日）
  - トッケビ編（2021年1月23日）
  - 太陽の末裔編（2021年3月20日）
- 王様のブランチ（2021年4月3日 - 、TBS） - リポーター[12]

### インターネットテレビ
- 太陽とオオカミくんには騙されない シーズン4（2018年7月29日 ‐ 10月14日、AbemaTV）
- 太陽とオオカミくんには騙されない スペシャルムービー YOKOHAMA bluesバージョン（2018年11月、AbemaTV）
- 番外編 太陽とオオカミくんには騙されない #9.5 みう編（2018年9月23日、AbemaTV）
- 鈴木美羽のワガママJKフード（2019年3月26日 - 、Cookpad TV）
- STOLABO TOKYO「TAG」（2019年11月26日、Ustream）
- サッカーキング公式チャンネル「美羽＆めいのFUT（FIFA 20 Ultimate Team）」（2019年11月26日 - 12月24日、YouTube）

### ラジオ
- アッパレやってまーす!（2020年04月13日 - 、MBSラジオ）[注 1]

### オリジナルビデオ
- 爆上戦隊ブンブンジャーVSキングオージャー（2025年10月29日、東映ビデオ） - 志布戸未来 / ブンピンク 役[38]

### 舞台
- 爆上戦隊ブンブンジャーショーシリーズ第3弾 特別公演「アクセルブンブンブーン！届け、音楽の力！更なる加速、ブンブンパワー大爆走！！」（2025年1月2日 - 2月2日、シアターGロッソ） - 志布戸未来 / ブンピンク 役
- 爆上戦隊ブンブンジャー ファイナルライブツアー2025（2025年3月30日、静岡市清水文化会館マリナート・大ホール / 4月5日、川商ホール(鹿児島市民文化ホール) / 4月6日、福岡サンパレス / 4月13日、仙台サンプラザホール / 4月20日、札幌文化芸術劇場 hitaru / 4月26日・27日、Niterra日本特殊陶業市民会館 / 4月29日、キッセイ文化ホール(長野県松本文化会館) / 5月10日、新潟県民会館 / 5月17日・18日、オリックス劇場） - 志布戸未来/ブンピンク役

### CM
- サニクリーン　ウォーターサーバー「ディスティオ」「ロフェオ」JUMP篇（2016年）
- あなぶきグループ まゆ「初めての家」篇、「エピソード1 広島 まゆ Story」（2017年）[39]
- ソフトバンク マイソフトバンク（2017年）WebCM
- AOKI 「手紙」篇（2018年）
- TVer 「2018 FIFAワールドカップ」インフォマーシャル（2018年）
- カンコー カンコー委員会2期生募集CM 鈴木美羽編（2019年）[40]
- 大塚食品 ビタミン炭酸MATCH 「青春ゾンビ卒業生」編（2019年）
- 江崎グリコ 「パピコ」「ふたりって、倍以上。」篇（2019年）[41][42] WebCM
- カネボウ KATEラッシュフォーマークリア 「#張り手チーク」編（2019年）[43][44] WebCM
- Indeed（2019年）WebCM
- 東京メガイルミネーション（2019年）WebCM
- バスケットLIVE「応援機能キャンペーン動画」（2019年）WebCM
- Nintendo Switch 「2019-2020冬」篇（2019年）
- Beautylabo ホイップヘアカラー（2019年）WebCM
- デコル「アプリでも！」篇（2020年）
- リクルートジョブズ ジョブクイッカー（2020年）
- ミスタードーナツ「タピオカドリンク」（2020年）
- 壱番屋 ココのカレーは自由だ「テイクアウト篇」（2021年）
- ヤマダ電機「ヤマダならまるっと揃う」篇（2023年1月 - ）[45]
- 西武鉄道 「ちょっと秩父女子旅 3つの楽しみかた篇」（2023年9月 - ）[46]
- クリアターン「ごめんね素肌マスク」WEB CM（2024年4月 - ）
- 日本中央競馬会（JRA）「UMAJO」WEB CM（2024年4月 - ）
- シチズン時計株式会社「xC」（2024年5月 - ）
- 株式会社エービーシー・マート「ABC-MARTスッキリ楽ブーツ」（2024年10月31日 - ）
- 都留文科大学創立70周年記念ブランディング・ムービー（2025年4月2日）

### MV
- 陳蕾（チェン・レイ）/パンサーチャン [注 2]
  - 「倒立」（2016年2月26日）
  - 「發燒（発熱）」（2016年2月28日）
- キミノオルフェ 「光速スピードシューター」（2017年5月9日）[47]
- UNIONE 「Summertime(Popteenコラボ)」（2018年7月2日）[48]
- lol 「「like that!!（Popteen Ver.）」（2019年6月28日）[49]
- 小林柊矢 「名残熱」（2022年10月7日）

### スチール・広告
- ACE「ACE adidasバッグ」（2015年 - 2016年）
- 牛乳石鹸「スキンライフ」（2016年）
- ワールド「ピンクラテ」（2016年）
- 2018年年秋の火災予防運動用ポスター（2018年、全国消防協会） - ポスターキャラクター
- 学校法人東放学園 入学募集イメージ広告（2018年）
- 広島修道大学 「2018入試直前対策講座・一般入試前期日程告知」（2018年）
- イーストボーイ2019年春夏/秋冬イメージガール（2019年）
- 鈴木 美羽×KANGOL REWARD COLLABORATIONS（2020年）

### WEB
- modelpress 「【注目の人物】女子中高生の新アイコン・鈴木美羽って？ピン表紙、映画出演…抜てき続く魅力に迫る」（2016年12月29日）インタビュー
- HOUYHNHNM（フイナム） 「路地裏てぃーん。26人目 鈴木美羽 18歳」（2018年7月20日）
- LINE MOOK Steal Me! 「いまさら聞けない基本の”き”」（2020年11月18日）他
- SHIPS 「いとしのエニィ vol.3」（2020年11月13日）

### 玩具
- 爆上戦隊ブンブンジャー ブンブンチェンジャー -MEMORIAL EDITION-（2025年8月）
- 爆上戦隊ブンブンジャー ブンブンチェンジアックス -MEMORIAL EDITION-（2025年10月）

### その他
- JAグループ「みんなのよい食プロジェクト 毎朝「飲む」ベジ活」（2020年）

## イベント
- オンラインイベント「LUCKY MERY WEEK ～わたしとまほうの7日間～」（2020年11月12日）

## 書籍

### 雑誌
- ニコラ（2012年 - 2017年、新潮社） - 専属モデル
- Popteen（2017年12月号 - 2020年3月号、角川春樹事務所） - 専属モデル

### デジタル写真集
- Pure Angel（2024年7月12日、講談社、ASIN B0D92189LC）

## ディスコグラフィ

### キャラクターソング
| 発売日        | 商品名                                                        | 歌 | 楽曲             | 備考                                             |
| ------------- | ------------------------------------------------------------- | --- | ---------------- | ------------------------------------------------ |
| 2024年9月25日 | 爆上戦隊ブンブンジャーEP vol.3 (オリジナル・サウンドトラック) | ブンレッド/範道大也（井内悠陽）、ブンブルー/鳴田射士郎（葉山侑樹）、ブンピンク/志布戸未来（鈴木美羽）、ブンブラック/阿久瀬錠（齋藤璃佑）、ブンオレンジ/振騎玄蕃（相馬理）、さくらキッズ | 「にじ」         | 特撮テレビドラマ『爆上戦隊ブンブンジャー』関連曲 |
| 2025年1月29日 | 爆上戦隊ブンブンジャー キャラクターソングアルバム             | ブンピンク/志布戸未来（鈴木美羽） | 「life is mine」 | 特撮テレビドラマ『爆上戦隊ブンブンジャー』関連曲 |
| 2025年1月29日 | 爆上戦隊ブンブンジャー キャラクターソングアルバム             | THE BUNBUNZ | 「BAKUAGE!!」    | 特撮テレビドラマ『爆上戦隊ブンブンジャー』関連曲 |